# Novye Poliany
Novye Poliany (del ruso: Но́вые Поля́ны) es un posiólok del raión de Apsheronsk del krai de Krasnodar, en Rusia. Está situado en las vertientes septentrionales del Cáucaso Occidental, a orillas del río Psheja, afluente del Bélaya, que lo es del Kubán, 20 km al sur de Apsheronsk y 105 km al sureste de Krasnodar, la capital del krai. Tenía 2 315 habitantes en 2010
Es cabeza del municipio Novopoliánskoye, al que pertenece asimismo Godovnikov, Gorni Luch, Samúrskaya, Shirvanskaya y Shirvanskaya Vodokachka.